# San Ignacio de Velasco
San Ignacio de Velasco est une ville et une municipalité du département de Santa Cruz en Bolivie et est le chef-lieu de la province de José Miguel de Velasco. Elle est située à 285 km au nord-est de Santa Cruz de la Sierra, la capitale du département. En 2012, la population de la ville s'élève à 23 126 habitants et celle de la municipalité à 52 362 habitants. 

## Géographie
San Ignacio de Velasco est située à une altitude de 410 m. Sa température moyenne est de 25 °C. Elle se trouve à 476 km par la route de Santa Cruz de la Sierra, sur une colline pittoresque, aux sources du río Paraguá, affluent du río Iténez (ou Guaporé).

## Population
La municipalité de San Ignacio de Velasco compte 52 362 habitants en 2012, ce qui en fait l'une des municipalités les plus importantes du département de Santa Cruz.
La ville de San Ignacio de Velasco a la deuxième plus forte croissance démographique du département, après la capitale, Santa Cruz de la Sierra. 
L'espagnol est la langue la plus parlée à San Ignacio de Velasco, bien que le chiquitano peut également être entendu, il s'agit de la langue indigène la plus courante dans la région.  

## Activités
La ville est devenue un centre touristique. C'est la base de départ principale pour l'exploration du parc national Noel Kempff Mercado qui attire de nombreux écotouristes.

## Évêché
La ville est le siège du vicariat apostolique de Chiquitos, avec juridiction sur les
provinces de Velasco, Chiquitos, Angel Sandoval et Germán Busch.
- Diocèse de San Ignacio de Velasco
- Cathédrale de San Ignacio de Velasco